# Lionel Medeiros
Lionel Jesus Gonçalves Medeiros est un footballeur franco-portugais né le 14 avril 1977 à Orléans. Il commence sa carrière professionnelle au poste de milieu de terrain, il sera ensuite repositionné en défense centrale.

## Biographie
Lionel Medeiros joue principalement en faveur du Varzim Sport Club et du Vitoria Guimarães.
Il commence sa carrière professionnelle au Varzim Sport Club et trouve rapidement sa place. Le club monte en 1ère Division, il est élu joueur de la saison du club (2001/2002) par les journalistes et signe ensuite en 2002, au Vitoria de Guimarães, où il jouera la Coupe UEFA.
En 2006, son ancien entraîneur au Vitoria de Guimarães, Manuel Machado, le fait venir à Academica de Coimbra.
2007, il accepte une proposition de Omonoia (Chypre), le club fera 2 tours préliminaires pour la qualification phase de groupe UEFA, mais ne réussira pas à se qualifier.
2008 toujours à Chypre, il signe à APOP Kyniras, le club gagne la Coupe de Chypre (2009) et se qualifie pour le tour préliminaire de la coupe UEFA.
2009, il met un terme à sa carrière professionnelle. 

## Carrière
- 1996-1998 :  US Orléans
- 1998-2002 :  Varzim SC
- 2003-2006 :  Vitoria Guimarães
- 2006-2007 :  Académica de Coimbra
- 2007-2008 :  Omonia Nicosie
- 2008-2009 :  APOP[1],[2]

## Statistiques
- 3 matchs et 0 but en Coupe de l'UEFA
- 112 matchs et 1 but en 1re division portugaise
- 83 matchs et 0 but en 2e division portugaise
- Vainqueur Coupe de Chypre